# Filippo Zaniberti
Filippo Zaniberti  (Brescia, 1585 - Venise, 1636) est un peintre italien de la fin de la période  baroque de l'école vénitienne qui a été actif à Venise au début du XVIIe siècle.

## Biographie
Zaniberti Filippo est né à Brescia, en Lombardie, mais a été actif à Venise où il est devenu l'élève de Sante Peranda. Son style rappelle celui de Paul Véronèse.

## Œuvres
- Manne dans le désert, retable de l'église de Santa Maria Nuova, Venise.
- L'Enfance d'Ascagne, Musée des Jacobins, Morlaix[2]